# Sunnyside Records
Sunnyside Records is een Amerikaans platenlabel, dat zich voornamelijk richt op jazz. Het werd in 1982 opgericht door Francois Zalacain nadat hij opnames had gemaakt van Harold Danko, Kirk Lightsey en Lee Konitz. Daarna volgden honderden platen, onder meer van Donald Brown, Stephane Belmondo, Meredith d'Ambrosio, Roslyn Burrough, Armen Donelian, Jay Leonhart, Jerry Gonzalez, Bill Pierce, Helen Sung, Ben Monder, Chris Potter, Geoff Keezer, John Hollenbeck, Avery Sharpe, James Williams en Rufus Reid. Een album van Luciana Souza werd in 2003 genomineerd voor een Grammy. Naast de eigen releases brengt het label in licentie ook albums van Europese platenlabels uit, zoals van het Spaanse Karonte.